# O sztuce oraz sposobach usidlenia kierownika działu w celu upomnienia się o podwyżkę
O sztuce oraz sposobach usidlenia kierownika działu w celu upomnienia się o podwyżkę (org. L’art et la manière d’aborder son chef de service pour lui demander une augmentation) – utwór literacki Georges’a Pereca oparty na schemacie organizacyjnym i stanowiący narracyjny zapis wszystkich możliwości, jakie mogą zaistnieć w przypadku usiłowania uzyskania podwyżki od kierownika działu. Tekst został opublikowany po raz pierwszy w grudniu 1968 roku w czasopiśmie Enseignement programmé.
Perec zainteresował się tworzeniem literatury na podstawie rozgałęzionych wykresów za sprawą Baśni, którą sobie wybierasz (znana też po polsku jako Bajeczka na twoją modłę) Raymonda Queneau – baśni, w której czytelnik sam wybiera przebieg akcji spośród przedstawionych możliwości. Z kolei schemat dotyczącego drogi, jaką przebyć musi pracownik, aby rozmówić się z kierownikiem swojego działu dostarczył Perecowi w 1968 roku jego przyjaciel Jacques Perriaud, zatrudniony w centrum obliczeniowym w Maison des sciences de l'homme, O sztuce oraz sposobach usidlenia kierownika działu w celu upomnienia się o podwyżkę stanowi narracyjny zapis obejmujący wszystkie rozgałęzienia tego schematu. Perec zrezygnował ze stosowania w utworze jakiejkolwiek interpunkcji, prawdopodobnie po to, aby uczynić tekst jak najmniej czytelnym.
W 1968 roku na podstawie utworu powstało dla Saarländischer Rundfunk niemieckie eksperymentalne słuchowisko radiowe pt. Podwyżka (org. Wucherungen). Słuchowisko to było po francusku wystawiane jako sztuka teatralna od 1969.
Na język polski utwór przełożył Wawrzyniec Brzozowski.